# 天主教阿雅克肖教區
天主教阿雅克肖教區（拉丁語：Dioecesis Adiacensis）是法國一個羅馬天主教教區，屬馬賽總教區。
教區包括科西嘉全島，2012年有教友258,200人（佔轄區總人口92.8%）、434個堂區、七十一名司鐸。現任教區主教為奧利維耶·德·熱爾邁。
傳統上認為教區於3世紀成立，原屬比薩總教區。1801年教務專約簽署後成為島上唯一的教區，並改屬艾克斯總教區管轄。